# Baron Strathspey

Wappen des Baron Strathspey

Baron Strathspey, of Strathspey in the Counties of Inverness and Moray, ist ein erblicher britischer Adelstitel, der zweimal in der Peerage of the United Kingdom verliehen wurde.
Der aktuelle Titelinhaber ist 33. erblicher Chief des Clan Grant. Familiensitz des Barons ist The School House in Lochbuie auf der Isle of Mull in Argyllshire.

## Verleihungen
Der Titel wurde erstmals am 14. August 1858 an John Ogilvy-Grant, 7. Earl of Seafield verliehen. Er führte bereits die zur Peerage of Scotland gehörenden Titel 7. Earl of Seafield, 7. Viscount of Seafield, 7. Viscount of Reidhaven, 7. Lord Ogilvy of Cullen und 7. Lord Ogilvy of Deskford and Cullen, sowie den zur Baronetage of Nova Scotia gehörenden Titel 11. Baronet, of Colquhoun in the County of Dumbarton. Die Baronie Strathspey war im Gegensatz zu dessen schottischen Titeln mit einem erblichen Sitz im House of Lords verbunden. Die Baronie erlosch, als sein einziger Sohn, der 8. Earl, am 31. März 1884 kinderlos starb. Die übrigen Titel fielen an dessen Onkel James Ogilvy-Grant als 9. Earl.
Für ebendiesen 9. Earl wurde am 17. Juni 1884 die Baronie neu geschaffen. Dessen Enkel, der 11. Earl, hinterließ als er 1915 starb eine Tochter, aber keine Söhne. Die meisten seiner Titel waren auch in weiblicher Linie erblich und fielen an seine Tochter Nina Studley-Herbert als 12. Countess of Seafield. Die Baronie Strathspey und ebenso die 1625 geschaffene Baronetcy of Colquhoun sind hingegen nur in männlicher Linie erblich und fielen an seinen Bruder Trevor Ogilvie-Grant als 4. Baron und 16. Baronet. Dessen Sohn Donald Patrick Ogilvie-Grant, 5. Baron Strathspey änderte seinen Familiennamen zu Grant of Grant. Heutiger Titelinhaber ist seit 1992 dessen Sohn James Grant of Grant als 6. Baron.

## Liste der Barone Strathspey

### Barone Strathspey, erste Verleihung (1858)
- John Ogilvy-Grant, 7. Earl of Seafield, 1. Baron Strathspey (1815–1881)
- Ian Ogilvy-Grant, 8. Earl of Seafield, 2. Baron Strathspey (1851–1884)

### Barone Strathspey, zweite Verleihung (1884)
- James Ogilvy-Grant, 9. Earl of Seafield, 1. Baron Strathspey (1817–1888)
- Francis Ogilvy-Grant, 10. Earl of Seafield, 2. Baron Strathspey (1847–1888)
- James Ogilvie-Grant, 11. Earl of Seafield, 3. Baron Strathspey (1876–1915)
- Trevor Ogilvie-Grant, 4. Baron Strathspey (1879–1948)
- Patrick Grant of Grant, 5. Baron Strathspey (1912–1992)
- James Grant of Grant, 6. Baron Strathspey (* 1943)

Vermutlicher Titelerbe (Heir Presumptive) ist der Bruder des aktuellen Titelinhabers Hon. Michael Grant of Grant (* 1953).